# Кумарик (село, Турара Рискулова район)
Кумари́к (каз. Құмарық) — село у складі району Турара Рискулова Жамбильської області Казахстану. Адміністративний центр Кумарицького сільського округу.
До 1993 року село називалося Підгорне.
Населення — 2036 осіб (2021; 2156 у 2009, 2499 у 1999, 1641 у 1989).